# La dura legge del gol! Video LP
La dura legge del gol! Video LP è la versione VHS dell'album del gruppo musicale italiano 883 La dura legge del gol!.

## Tracce
1. Un giorno così
2. La regola dell'amico
3. Non ti passa più
4. Finalmente tu
5. Se tornerai
6. Innamorare tanto
7. Nessun rimpianto
8. La dura legge del gol
9. Non mi arrendo
10. Andrà tutto bene
11. Intervista a Max Pezzali realizzata dagli speakers di RDS